# 木曽川橋梁 (北恵那鉄道線)

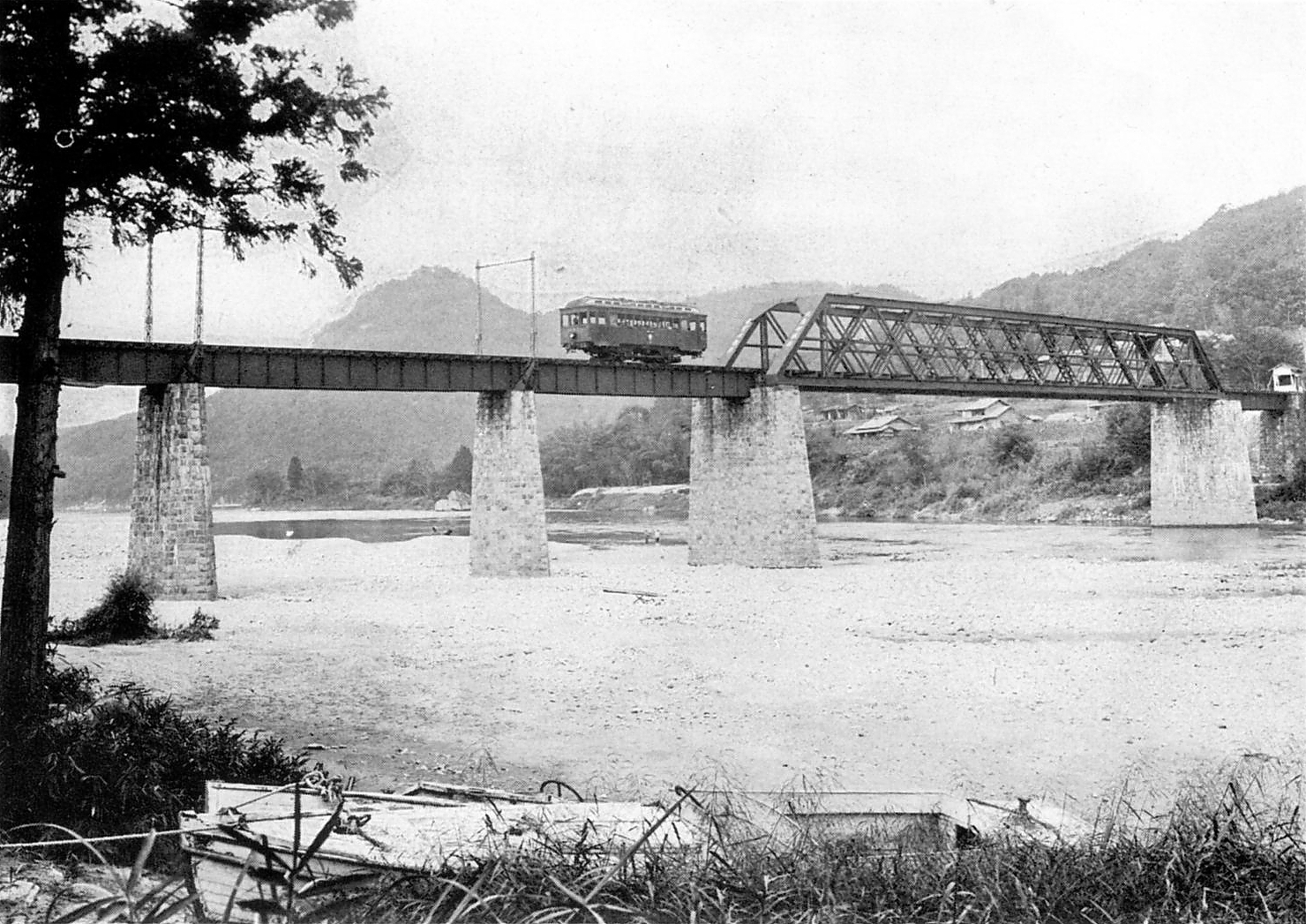
現役時代の木曽川橋梁（上流から撮影）

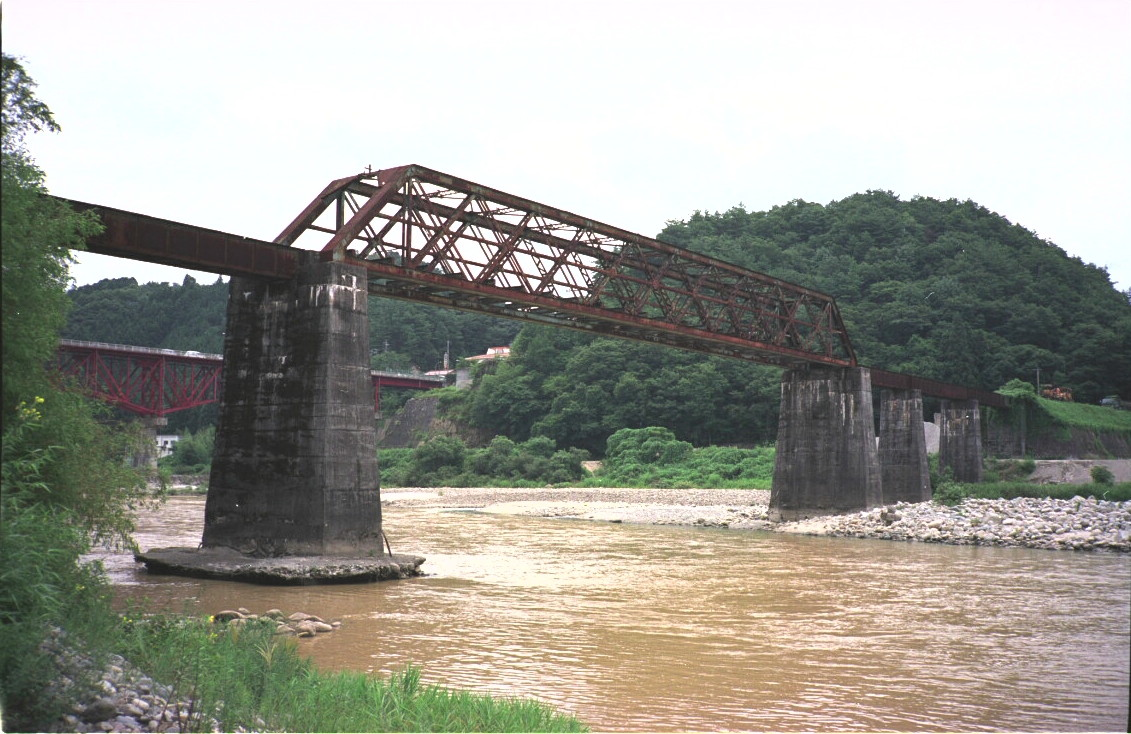
廃線後の木曽川橋梁（1995年（平成7年）下流から撮影）

木曽川橋梁（きそがわきょうりょう）は、岐阜県中津川市の木曽川に架かる旧北恵那鉄道の橋梁である。現在は使用されていない。
北恵那鉄道線中津町駅と恵那峡口駅の間に架かる鉄道橋であった。北恵那鉄道線は1978年（昭和53年）9月に廃止されたが、本橋梁は取り壊されることなく、現在も当時の姿をとどめている。
400m下流に中央新幹線第二木曽川橋梁が建設予定である。

## 概要
- 供用：1924年（大正13年）
- 延長：134m 5連
  - 1連は単線下路ダブルワーレントラス、4連は単線上路プレートガーダー。
  - ダブルワーレントラスは1886年（明治19年）にイギリスのパテント・シャフトで製造されたもので、東海道本線の橋梁の再利用と推測される。

## 沿革
- 1924年（大正13年）8月5日 - 中津町駅 - 下付知駅が開通。供用開始。
- 1959年（昭和34年） - 伊勢湾台風による木曽川の増水のため冠水。冠水の原因には下流の大井ダムの影響もあるという。
- 1962年（昭和37年）2月 - 橋脚を約4mかさ上げする工事開始（1963年（昭和38年）4月完成）[3][4]。
- 1978年（昭和53年）9月18日 - 北恵那鉄道線廃止。